# Indicatif régional 970

Carte de l'État du Colorado avec ses quatre indicatifs régionaux

L'indicatif régional 970 est l'indicatif téléphonique régional qui dessert le nord et l'ouest de l'État du Colorado aux États-Unis.
Les principales villes couvertes par l'indicatif sont :
- Aspen ;
- Vail ;
- Durango ;
- Grand Junction ;
- Fort Collins ;
- Estes Park.

L'indicatif régional 970 fait partie du Plan de numérotation nord-américain.